# 周永康案
周永康案，指前中共中央政治局常委、中央政法委书记周永康2012年退休后，于2013年起被中共内部调查，2014年被中共中央纪委宣布立案审查后开除中共党籍的一起党纪案件：周永康严重违纪案，及随后其被最高人民检察院立案侦查、逮捕后于2015年移送天津市人民检察院第一分院向天津市第一中级人民法院提起公诉（判处无期徒刑）的一起刑事案件周永康受贿、滥用职权、故意泄露国家秘密案。广义上的“周永康案”也包括其亲属、相关商人以及众多其派系官员等一系列犯罪案件，其中包括周永康儿子周滨，四川商人刘汉，周永康的秘书冀文林等人的犯罪案件。周永康案及其一系列案件的范围覆盖政治、经济、文化等诸多领域，时间跨度达数十年之久，地域横跨中国东北、西南、华东乃至京畿、中央，涉案官员的级别几乎囊括中国共产党整个干部体系，从县处级、厅局级、省部级到国家级。周永康是1949年中华人民共和国成立以来首位因腐败问题而接受调查并被开除中共党籍的中共中央政治局常委，也是被查处的最高级别官员。周永康的落马，被外界认为是打破了坊间传闻中中共党内自邓小平时代以来“刑不上常委”的政治潜规则。周永康被关在秦城监狱，据称有一块菜园子供他种菜打发时间。

## 人物关系
中国媒体披露，周永康系列案件主要人物之间存在如下关系：

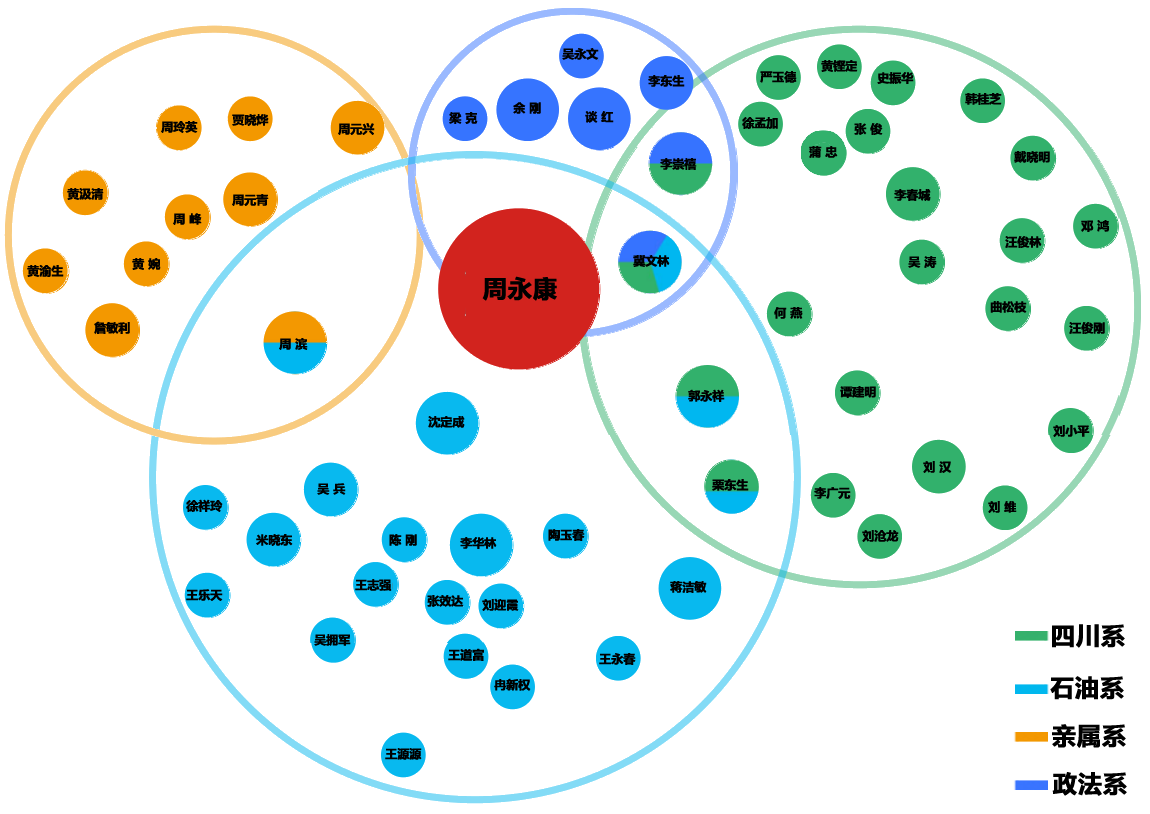
周永康案主要人物关系图

## 相关案件

### 周滨案
周永康长子周滨在1989年-1992年就读西南石油大学科技英语专业，与米晓东和朱莉萍为校友关系。后至美国德克萨斯大学达拉斯分校留学，认识黄渝生与詹敏利的女儿黄婉并结婚。2001年二人归国。周滨在美国留学期间就通过关系将国外的石油设备卖给中国的石油企业。其主要的业务为倒卖石油设备，倒卖油田股权，作为中石油的供应商获得项目，以及未经证实的代持股企业。
2001年，在周滨的控制下，四川商人吴兵成立中旭投资。2006年3月注册的中旭实业，旗下两家水电开发公司，一家房地产开发公司和多家水电、房产业务延伸公司。其主要开发两个水电项目：总装机70万千瓦、投资53亿元的大渡河龙头石水电站，总装机45万千瓦、投资32亿元的革什扎水电站。大渡河龙头石水电站有詹敏利的部分控股。
2004年，回国的周滨建立北京中旭阳光石油天然气科技有限公司，由吴兵管理。中旭阳光的大股东最初是周滨和詹敏利，后詹敏利将股权卖给周滨。中旭阳光能源成立不久即获得中石油十多家省级分公司涉及8000座加油站的零售管理系统信息化开发工程，又参与中石油的成品油物流配送系统和工程项目管理系统及信息系统的建设，及与中石油旗下的塔里木油田、吉林油田、长庆油田、辽河油田等分公司有设备销售关系。
2007年1月，米晓东在西安参股设立陕西秋海汲清石油科技有限公司，同年底在西安的同一办公地址成立陕西德淦石油科技有限公司（两公司实际控制人是周滨），这两个公司以1000万至2000万左右的低价获得长庆油田石油合作开发项目长印、长海区块。米晓东将德淦及其长印项目以5.5亿元卖给吉林民营公司华海能源集团董事长王乐天。后王乐天发现长印项目能够开采的面积只有13平方公里，不足50平方公里，要求与米晓东和周滨重新谈判，其结果是秋海汲清的长海项目和王盘山的一个小油田被补偿给王乐天。
2009年，詹敏利和米晓东参股成立北京秋海旭荣房地产开发公司，获得北京市南口农场NC-01街区公租房项目的承建资格。2010年8月，詹敏利将控股秋海旭荣的“北京昀滢旭荣投资管理有限公司”的大部分1550万股权转让给北京天恒联信置业有限公司。
2010年和2011年期间，周滨作为中间人协助米晓东，将数批油气开采设备卖给与伊拉克国有公司米桑石油油田合作的中方作业公司。
2011年汇盛阳光等5家由詹敏利担任大股东的公司，向北京市朝阳区来广营乡租赁奶白路3号约200平米的办公用房和周边300亩原本用于高尔夫球场的土地，租期20年，每亩年租金6000元，用途未知。汇盛阳光又投资于周永康秘书郭永祥之子郭连星的北京汇润阳光能源科技有限公司（同样在奶白路3号）。詹敏利与米晓东还有同样注册于奶白路3号的北京浩盛益佳投资管理有限公司，在河北、四川和海南投资三家公司：保定中茂能源有限公司，浩盛益佳与中石油旗下昆仑能源有限公司华气清洁能源投资有限公司、保定光阳天然气利用有限公司。
除了中旭系之外，一家石油设备供应商惠生工程技术服务有限公司的董事长华邦嵩被传为周滨代持公司股权。于2013年8月被有关部门调查。
凭借他的获利，周滨在北京观唐别墅拥有一套2000万元人民币的别墅。在望京新城方恒国际大厦，有至少8套房产在周滨的岳母詹敏利名下，建筑面积约1000平方米。北四环奥林匹克中心旁边的华亭嘉园有一套詹敏利名下的公寓。2012年他将北京银湖别墅的一套房转手，售价在3500万-4000万元。

### 贾晓烨及贾晓霞案
周永康第二任妻子贾晓烨，曾在央视财经频道工作，妹妹贾晓霞曾就读复旦大学外语学院，在周永康支持下进入石油系统，先后在中石油厄瓜多尔和加拿大分公司工作，后担任中油国际加拿大公司总经理。
在贾晓霞运作下，中石油在储量未探明情况下匆忙出资40亿加元收购加拿大两个油砂项目，中石油在未来十年中必须连续投资至少300亿加元，才有可能看到石油。这次收购使大量国有资产进入周永康家族囊中。周永康被曝在加拿大设有秘密帐户，在加资产惊人，贾晓霞是周永康在加拿大代理人。多年来，贾晓霞至少敛财数十亿美元，实际控制着中石油百亿美金的资产。在2014年的北京亚太经合组织(APEC)领导人非正式会议上，习近平与加拿大总理哈珀对话，哈珀表示，“加拿大无意收留逃犯，愿意在遣返方面同中方开展合作。” 

### 周元兴、周元青案
周永康的胞弟周元兴在周永康发迹后，与儿子周晓华以五粮液代理商发迹，另又通过自己与周永康的关系替人在打官司时说情和捞人，向江苏一家警校输送学生，在没有工厂的状况下做油田的钢管生意。
另一位胞弟周元青，曾任无锡市厚桥镇副镇长、锡山市经济技术协作办公室主任、惠山区国土局副局长等职务。其妻子周玲英是锡山市昌隆物贸有限公司的股东，该公司涉足加油站业务。她又创办无锡骏峰农资发展有限公司，销售化肥、农药、金属材料、消防设施设备及器材。二人儿子周锋投资创办位于北京、东莞等地的多家公司，与中石油相关公司关系复杂。有关部门在调查周元青家的时候，搜出大量的黄金珠宝烟酒，还有一大串奥迪车钥匙。

### 蒋洁敏案
受到周永康提携的中石油集团总经理蒋洁敏，将长庆油田的一个准备勘探的项目换成一个已经产油的项目，再批给与其有关的人士对外合作开发。

### 与刘汉案的关系
周永康于2000年调任中共四川省委书记，带来其秘书郭永祥和冀文林并留任，由此扩展自己在四川的势力。虽然他并不同意周滨在四川扩展势力，但周滨依然在这里开设公司。
2002年，包括周滨妻子黄婉在内的5人在成都成立四川超越有限公司，在其正式成立半个多月前，该公司与茂县人民政府签订九鼎山旅游景区开发协议，有效期为50年。2004年10月，超越公司把景区度假开发权和无形资产，以2000万元转让给了刘汉的汉龙集团。据评估，该景点价值大约只有500-600万元。
后来，刘汉与周滨四川阿坝州成立兴鼎电力公司，开发毛尔盖河电力资源。周滨持20%的股份。该项目得到县、州和省三级发改委批准并申请到6亿元的银行贷款。2009年，汉龙集团从周滨手中购回兴鼎电力公司20%的股权，但实际上没有付款。

### 涉案央视女主播
前中国中央电视台知名女播音员和主持人叶迎春和沈冰，也因涉及周永康案被调查。

## 调查阶段

### 相关人员调查
2013年8月起，中國共產黨對周永康家族的貪汙進行内部調查。中共中央總書記習近平設立特別小組，由公安部副部長兼北京市公安局局長傅政華領導調查周永康。2013年10月1日参观中国石油大学（北京）昌平校区后，周永康再无公开“露面”记录，其姓名最后一次出现在中国内地公开报道中则是在2013年11月下旬。
12月1日，周滨、黄婉、黄渝生等周永康亲属被有关部门陆续控制，只有周滨岳母詹敏利在美国而没有被捕。周滨早在11月25日已经聘请了两名代理律师以处理此案件。同期被带走调查的还有周滨堂弟周锋以及其父母周元青、周永康弟媳周玲英，周元青在医院被“看护”。2013年12月6日晚，周永康胞弟周元兴因“非国家工作人员巨额财产来历不明”被抄家，12月18日，周家再遭抄家。2014年2月10日在两次抄家后周元兴病逝家中，160多名亲友送殡，周永康和其数位亲属因被控制未能出席葬礼。
2013年12月初，有消息称周永康及其胞兄弟、胞妹被中共中央紀委正式軟禁扣查，罪名包括刺殺習近平等圖謀政變、殺妻害命及巨額貪腐。2013年12月，中國大陸以外的媒體多番報道：周永康因為涉嫌發動政變，推翻習近平及李克強於中共十八大接班決定，及為了與賈曉燁結婚，命令其助手殺害第一任妻子，已被中央紀委雙規。香港《東方日報》12月7日报道周永康企图在2012年发动3·19北京政变未遂。当月11日，周永康缺席了在八宝山殡仪馆举行的原石油工业部部长唐克的告别仪式（唐克的讣告直至当月17日才公开发布）。
消息人士指中共中央总书记习近平及其他党和国家领导人于12月初达成同意党内委员会正式调查周永康，且由一名高层官员（据信为时任中共中央办公厅主任栗战书）前往周永康位于北京市中心的住所，将调查的决定通知了他，之后，周永康和妻子贾晓烨一直处于被看守的状态。此举打破了“刑不上常”的潜规则并称其“震动了中国的政治版图”。这也是自1949年中华人民共和国建国以来，接受贪腐调查的最高级别官员。
12月20日，中纪委网站发布消息称公安部副部长、党委副书记李东生涉严重违纪，接受组织调查。评论人士认为，与周永康关系密切的李东生的落马，预示中共纪检部门已经开始清理周永康的外围，周永康落马消息指日可待。
12月30日，中紀委宣布四川省政協主席李崇禧因嚴重違紀被雙規，他是周任中共四川省委書記時的個人秘書。當天，傳媒人高瑜於Twitter发文称周永康已于24日被雙規。但中国官方並無表示。海外中文网站“多維新闻网”称，周永康及其石油，政法系統盟友如蔣潔敏，李東生均被捕。这或许預示着周永康离被捕之日不遠。如果这些情况属实，那么这亦被認為是中华人民共和国建國以來最大的貪腐案件。
2014年3月2日，《南华早报》的记者在全国政协十二届二次会议新闻发布会上就周永康案寻求回应。发言人吕新华回答称：“不论什么人、不论其职位有多高，只要是触犯了党纪国法，都要受到严肃的追查和严厉的惩处。（这）绝不是一句空话。”吕新华最后说道：“我只能回答成这样了，你懂的。”南华早报记者对有记者“事前是否得到有关方面的安排提此问题”询问作出回应。官方媒体开始用“你懂的”专题代指大老虎。
2014年1月，中國中央電視台著名女主播葉迎春、前任女主播沈冰因涉周永康案被中紀委帶走調查。兩名央視女主播「被認為是周永康的情婦」。该报道的真实性尚未被証實。
继时任海南省副省长冀文林2014年2月18号被宣布调查后，2014年2月时任中油国际党委书记沈定成在春节前夕被带走被调查。至此，包括2013年被拘的前四川文联主席郭永祥、前中石油副总经理李华林和前四川政协主席李崇禧在内的周永康在中石油、国土资源部、四川省及公安部时的5位秘书全部落马。同日，《纽约时报》在报道中说中纪委在2014年1月拘留了北京市国家安全局时任局长梁克，针对他的调查也涉及到周永康。
2014年5月，曾违规提拔周永康妻子贾晓烨胞妹的中石油高官薄启亮遭调查。
2014年6月，担任中国全国政协副主席的副国级官员苏荣被逮捕，多维新闻网和明鏡新聞網等媒體報導称蘇榮是周永康集團的主要成員之一。
2014年7月2日，中共中央政法委办公室原副主任余刚被双开，中国媒体不点名的指出余刚曾担任周永康的秘书。中石油加拿大分公司高管，周滨的阿姨贾晓霞离职并失踪。
2014年7月16日，薄启亮被调查之后，中石油海外勘探开发公司副总经理宋亦武、中石油在加拿大地区的实际负责人李智明，疑與周永康家族案有關，近日被带走调查。

### 正式審查
中华人民共和国国家通讯社新华社在2014年7月29日17時59分40秒發佈突發消息，宣佈對周永康正式展開審查。這是中國官方渠道首次公開證實對周永康本人實行的審查。
官方发布的消息如下：
|  | 鑒於周永康涉嫌嚴重違紀，中共中央決定，依據《中國共產黨章程》和《中國共產黨紀律檢查機關案件檢查工作條例》的有關規定，由中共中央紀律檢查委員會對其立案審查。 |

周永康通报的消息，与其他官员落马的通报有别，有分析认为：
1. 通报中并未提及“违法”问题，只提到了“违纪”。“违纪”是从纪律处分角度做出的决定，说明现在检察院还并未介入对于周永康的调查。
2. 通报中不使用“调查”，而使用“审查”，这两个字背后已经涵盖了较长时间的调查过程。
3. 通报中不使用“同志”二字，证明了这件事是确凿的，并且已经经历了相应的调查过程。

通报指出，周永康在担任中国石油天然气集团、国土资源部领导职务、四川省委书记和中央政法委书记期间，
- 严重违反党的纪律，滥用职权，犯有严重错误、负有重大责任；
- 利用职权为他人谋利，直接和通过家人收受他人巨额贿赂；
- 利用职权、其子周某利用其的职务影响为他人谋利，其家人收受他人巨额财物；
- 与多名女性发生或保持不正当性关系；
- 违反组织人事纪律，造成严重后果；
- 涉嫌侵吞巨额国有资产；
- 包庇和纵容黑社会团伙犯罪。

周永康的行为造成了严重后果，极大损害了中华人民共和国声誉，在国内外产生了非常恶劣的影响，造成中华人民共和国的重大损失。中共中央政治局会议决定，根据《中国共产党章程》、《中国共产党纪律处分条例》的有关规定，给予周永康开除党籍处分，待中共十八届四中全会予以追认。中国共产党第十八届中央委员会第四次全体会议预定于2014年10月20日至23日在北京召开。
2014年12月6日零时，新华社发布消息称，中共中央政治局已于12月5日审议并通过了中共中央纪律检查委员会《关于周永康严重违纪案的审查报告》，决定给予周永康开除党籍处分，对其涉嫌犯罪问题及线索移送司法机关依法处理。其通报内容为：
|  | 经查，周永康严重违反党的政治纪律、组织纪律、保密纪律；利用职务便利为多人谋取非法利益，直接或通过家人收受巨额贿赂；滥用职权帮助亲属、情妇、朋友从事经营活动获取巨额利益，造成国有资产重大损失；泄露党和国家机密；严重违反廉洁自律规定，本人及亲属收受他人大量财物；与多名女性通奸并进行权色、钱色交易。调查中还发现周永康其他涉嫌犯罪线索。周永康的所作所为完全背离党的性质和宗旨，严重违反党的纪律，极大损害党的形象，给党和人民事业造成重大损失，影响极其恶劣。 |

### 巨额财产
路透社引述相关人士指出，中共在2013年年底至2014年3月底把周永康的家屬和親信扣查或訊問，人數超過300人，凍結或沒收的资产至少人民幣900億元。報道引述消息說，檢察院和反貪部門在北京、遼寧、江蘇、山東、上海、廣東等七個省級行政區搜查多個地點，查封約326所豪宅，搜到大量人民幣和外幣現金、黃金、古董、名畫、名酒等，其中黃金、金幣、白銀逾42公斤，甚至還有「軍火庫」，藏有各款槍枝27支、子彈10,000餘發。

## 公诉阶段
2015年4月3日上午九点整，中纪委网站发布消息，周永康案由最高人民检察院侦查终结，并经指定管辖，移送天津市人民检察院第一分院审查起诉。同日，天津市人民检察院第一分院以周永康涉嫌受贿、滥用职权、故意泄露国家秘密罪，向天津市第一中级人民法院提起公诉。起诉书中指控：“被告人周永康在担任中国石油天然气总公司副总经理，中共四川省委书记，中共中央政治局委员、公安部部长、国务委员和中共中央政治局常委、中央政法委书记等职务期间，利用职务上的便利，为他人谋取利益，非法收受他人巨额财物；滥用职权，致使公共财产、国家和人民利益遭受重大损失，社会影响恶劣，情节特别严重；违反保守国家秘密法的规定，故意泄露国家秘密，情节特别严重，依法应当以受贿罪、滥用职权罪、故意泄露国家秘密罪追究其刑事责任。”
2015年6月11日，天津市第一中级人民法院依法对周永康受贿、滥用职权、故意泄露国家秘密案进行了一审宣判。由于涉及国家机密，没有公开进行审理。认定周永康犯受贿罪，判处无期徒刑，剥夺政治权利终身，并处没收个人财产；犯滥用职权罪，判处有期徒刑七年；犯故意泄露国家秘密罪，判处有期徒刑四年，三罪并罚，决定执行无期徒刑，剥夺政治权利终身，并处没收个人财产。周永康对所指控的上述犯罪事实证据均当庭表示属实、没有异议，服从法庭判决，不上诉。

## 各界反应

### 表态支持
中国国内18个省份的省委召开会议，并在其党报头版刊登拥护中央对周永康立案审查，其中，7月31日表态支持的有陕西省、贵州省；8月1日有安徽省、山西省、河南省、海南省、河北省；8月2日有四川省、吉林省、湖南省、湖北省；8月3日有西藏自治区、黑龙江省；8月4日有云南省、甘肃省、辽宁省；8月5日有江苏省。军队方面，全军和武警部队支持查办周永康。8月17日，青海省支持中央对周永康的处理，是最后一个表态的省份，至此，中国大陆31个省市自治区都表明态度支持中央。
周永康曾经掌控的部门纷纷表态支持处理周永康，包括中央政法委员会、全国政法干警、中国司法部、中国石油天然气集团、最高人民法院和最高人民检察院。

### 疑虑声音
疑虑的声音多来自于中国以外的媒体，如日本媒体《日本经济新闻》担心习近平日益个人集权后，已经向极权方向推进的中国外交、安全政策的趋势还会加强。
光大证券首席经济学家徐高称尽管周永康被调查从经济视角看是好消息，但北京当局若进一步捉拿更多大老虎，可能加剧政治紧张并损害经济。

### 舆论评判
香港《开放》杂志主编金钟认为，周永康的角色相当于前苏联的克格勃头目、斯大林时代的内政部长贝利亚，周永康用"特务治国"方式打压不同政见者，而其命运也会如贝利亚一样，在斯大林时代结束后被赫鲁晓夫处死。
台湾《自由时报》引述美国芝加哥大学政治学教授杨大利说，周永康是深具影响力的人物，而习近平要想确保中央的权力不受威胁，必须藉由肃贪反腐在党内立威。周永康案可望大幅提升习近平的个人声望和地位。
英国广播公司引述法国一大学教授张伦的观点称，周案公布后网上一片欢呼，但拥有新闻自由的国家不会出现这种现象，由此提醒人们，不管中国怎样得意于其现代化成就，但政治落后于时代。这种依靠剥夺人民权益、压制人们表达自由的中国模式，使得权贵肆无忌惮地掠夺，执政者用利益输送维持官僚集团的内部凝聚，精英层的责任和批判意识被麻木，使社会正义缺失。周永康作为维稳体制的代言人，也是最大受益者。周永康的覆灭虽有偶然性，但深层原因是中国模式无法继续按旧的方式维系，中国到了一个需要调整发展路线和文明方向的阶段。中国反腐远没有到最后定论的时候，比如江泽民、曾庆红和温家宝等。习近平在反腐后若不能引领中国走向自由和公正，其获得的权威终将丧失。
中国学者章立凡认为，中国现在还是靠中纪委、中央巡视组，靠党内的自查自纠来反腐，国家司法体系只是配角。中国的根本的问题是政治体制是一个腐败的温床，如果没有政治体制上的变革，现在的人治反腐只能暂时有效。
周永康案会否延烧至江泽民和曾庆红，中国独立政治评论人士李伟东认为反腐的大高潮是扳倒江泽民和曾庆红，但前提是江泽民不识趣，步步紧逼。历史学者高文谦认为会对江泽民动手，因为习近平的反腐已经没有回头箭，要想继续巩固自身的政权，只能继续的进行反腐，甚至对老一辈已经退休的常委也要进行反腐。也有消息人士透露，周永康被正式起诉得到了习近平和前中共总书记江泽民的批准。
新加坡国立大学教授郑永年称周永康案后，要求反腐败运动告一段落的声音主要来自中国国内的寡头及海外在中国的既得利益集团。习近平如果抱着“段落”的观念来反腐，腐败就会卷土重来，同时还会给外界一种不好的印象，即中共的反腐败仅仅是为了政治需要的政治运动，而并非要建立廉洁政府。
2014年12月6日凌晨，在周永康被开除党籍并逮捕的消息传出后，中国官方媒体《人民日报》发表评论，指出要“坚决惩治腐败，严肃党纪党规”。同日晚，中国中央电视台《新闻联播》播出了《查处周永康深得党心 深得民心》的报道。中国社科院廉政研究中心副秘书长高波称，周永康案向党内外国内外发出了一个强信号，就是中国共产党没有特殊党员，党内没有特殊豁免权，不管是谁，只要违反了党纪国法，必将得到公平公正的处分。而中国社科院法学研究所所长李林表示，对周永康的处理，意味着不敢腐、不能腐、不想腐。高波还表示“反腐只有进行时，没有结束时”。而中国大陆各地民众认为，治国必先治党，治党务必从严。只有坚定不移反腐败，才能始终保持党的先进性和纯洁性。
2015年6月12日，在周永康被判处无期徒刑的消息传出后，中国官方媒体《人民日报》发表评论，指出“任何人都没有超越宪法法律的特权”。评论称，党纪面前没有特殊党员，国法面前没有特殊公民，只要破坏法纪、践踏法纪，就必然会受到党纪国法的严惩。
北京近代历史学者、独立评论人士章立凡认为，周永康案的草草收场显示中共不敢像审判薄熙来那样走个过场，“在审判薄熙来案中实际上是失控了。薄熙来在法庭上牵扯出其他的人和事，”章立凡说，“这次周永康案以他的认罪和不上诉换取对他不太重的处刑，也避免了向薄熙来案那样发生在公开审判过程中失控的情况。”哈佛大学访问学者滕彪表示，即使周永康案得到公开审判也可能是事先精心排练和控制的，他说：“这个案子在一定程度上全都是由政治因素决定是否抓捕、如何定罪、如何量刑等等，所有这些都是政治斗争的结果。”《明报》认为周案最终秘密审判，与外界的公开审判预期有着巨大落差。北京理工大学的胡星斗教授分析称，周永康被判无期徒刑比外界预料的要轻，原因可能是“为了中共党内的团结”。